# Атамановка (Каримський район)
Атама́новка (рос. Атамановка) — село у складі Каримського району Забайкальського краю, Росія. Входить до складу Кайдаловського сільського поселення.

## Населення
Населення — 205 осіб (2010; 168 у 2002).
Національний склад (станом на 2002 рік):
- росіяни — 86 %